# Opostega symbolica
Opostega symbolica là một loài bướm đêm thuộc họ Opostegidae. Nó được Edward Meyrick miêu tả năm 1914. Nó được tìm thấy ở Natal, Nam Phi.